# Chandos Records
Chandos Records je britská nezávislá nahrávací společnost klasické hudby se sídlem v Colchesteru.

## Historie
Společnost založil v roce 1979 Brian Couzens. Rané nahrávky byly pořízeny s dirigentem Marissem Jansonsem, violoncelistou Nigelem Kennedym a vokální skupinou The King's Singers – předtím, než přešli ke kontraktům s většími společnostmi. Chandos Records bylo prvním klasickým vydavatelstvím, které od roku 2005 na svých webových stránkách poskytovalo nahrávky ve formátu MP3.